# Octobre 1954

## Actualités du mois
- Dimanche 3 octobre : conférence à Londres qui débouche sur le rétablissement de la souveraineté totale de la RFA, qui adhérera à l’OTAN. Elle possédera sa propre armée mais ne pourra produire d’armes atomiques, biologiques ou chimiques.

- Mardi 5 au  dimanche 17 octobre : l'ouragan Hazel tua au moins 1 000 personnes en Haïti avant de frapper les États-Unis jusqu'à la région de Toronto.

- Mardi 5 octobre : l'Italie et la Yougoslavie parviennent à une entente sur la partition du territoire libre de Trieste et signent à Londres un « mémorandum d’entente »[1].

- Mercredi 6 octobre : 
  - La Grande-Bretagne, les États-Unis, l’Italie et la Yougoslavie signent le traité de Londres qui met fin au conflit sur le statut de Trieste : les troupes britanniques et américaines évacueront la zone A qui revient à l’Italie, la zone B étant attribuée à la Yougoslavie. Trieste reste un port franc.
  - Premier vol de l'avion expérimental britannique Fairey Delta 2.

- Dimanche 10 octobre : en Algérie, le Comité révolutionnaire d'unité et d'action (CRUA) décide de déclencher l’insurrection armée ; création du Front de libération nationale (FLN) algérien.

- Dimanche 17 octobre : l'hélicoptère Sikorsky XH-39 aux mains de Billy I. Wester bat le record du monde d'altitude sans charge utile en atteignant 7 474 m[2].

- Mardi 19 octobre : accord abrogeant le traité de 1936 entre l’Égypte et la Grande-Bretagne. La zone du canal sera évacuée dans un délai de vingt mois. Les Britanniques pourront cependant disposer de bases en cas d’attaques armées menée par un pays ne faisant pas partie du Proche-Orient.

- Jeudi 21 octobre : accord franco-indien de Delhi sur l'évacuation des comptoirs français de Chandernagor, Pondichéry, Kârikâl, Mahé et Yanaon. Le traité permet aux populations indigènes de choisir entre les deux nationalités.

- Samedi 23 octobre :
  - signature des accords de Paris qui reprennent les principes définis à Londres et mettent officiellement fin à l'état de guerre entre la France et l'Allemagne. Mise en place de l'Union de l'Europe occidentale qui se base sur le traité de Bruxelles modifié (Londres-Paris, 3-23 oct), auquel adhèrent la RFA et l'Italie (qui se réarment donc). L’Union soviétique proteste contre ces accords et renouvelle sa proposition d’un pacte européen de sécurité collective;
  - accord sur la Sarre signé par Pierre Mendès France et Konrad Adenauer qui prévoit le maintien de l’union économique franco-sarroise et l’organisation d’un référendum permettant à la population sarroise de se prononcer sur ce statut.

- Dimanche 24 octobre : 
  - les États-Unis accordent une aide à l'État du Viêt Nam (Sud Viêt Nam).
  - Formule 1 : Grand Prix automobile d'Espagne.

- Samedi 30 octobre : en Égypte,  la suite de l’attentat manqué contre le Premier ministre Gamal Abdel Nasser à Alexandrie le 26 octobre, la confrérie des Frères musulmans est dissoute. Son chef Ahmed Hassan el-Hodeibi est arrêté et accusé de complot contre l’État.

## Naissances
- 1er octobre : 
  - Rod Ansell, bushman australien ayant inspiré le personnage de Michael J. « Crocodile » Dundee († 3 août 1999).
  - Bruno Bini, footballeur puis entraîneur français.
- 2 octobre :
  - Lorraine Bracco, actrice et réalisatrice américaine.
  - Maria Orsola Bussone, vénérable catholique († 10 juillet 1970).
  - Guy Lewis Steele, Jr., informaticien américain.
- 5 octobre :
  - David Christopherson, homme politique canadien.
  - Bob Geldof, chanteur irlandais du groupe de rock The Boomtown Rats et organisateur de concerts événementiels.
  - Philip Queffélec, homme d'affaires Franco-Suisse.
- 6 octobre :
  - Kristian Truelsen, acteur américain.
  - Paco Ojeda, matador espagnol.
- 8 octobre :
  - Joseph-Antoine Bell, footballeur camerounais.
  - Jean Fernandez, footballeur puis entraîneur français.
  - Huub Rothengatter, pilote automobile hollandais.
- 9 octobre : Scott Bakula, acteur américain d'origine tchèque.
- 10 octobre :
  - Ariane Ascaride, actrice française.
  - Rekha, actrice indienne.
  - David Lee Roth, chanteur américain du groupe de hard-rock Van Halen.
- 12 octobre : Kodjo Agbéyomé, homme politique togolais († 3 mars 2024).
- 13 octobre :
  - Claude Ribbe, écrivain et cinéaste français.
- 15 octobre : 
  - John Ousterhout, informaticien américain.
  - Albert Oniangué, pasteur évangélique congolais et un ancien officier supérieur de l’armée congolaise († 14 juillet 2022).
  - Marjolein Sligte, actrice néerlandaise.
- 21 octobre : Brian Tobin, homme politique canadien.
- 23 octobre : 
  - Philippe Poupon, skipper (voile) français.
  - Lionel Zinsou, économiste franco-béninois, banquier d'affaires.
- 24 octobre : 
  - Doug Davidson, acteur américain.
  - Alain Saint-Ange, homme politique seychellois.

## Décès
- 4 octobre : Georg Hamel (né en 1877), mathématicien allemand.
- 6 octobre : Hakon Børresen, compositeur danois (° 2 juin 1876).
- 9 octobre : Olivier Guimond, père, comédien canadien du burlesque.
- 18 octobre : Gaston Mauger, acteur français (°1878)
- 27 octobre : Franco Alfano, compositeur italien (° 8 mars 1875).